# Poraqueiba sericea
Poraqueiba sericea är en tvåhjärtbladig växtart som beskrevs av Louis René Tulasne. Poraqueiba sericea ingår i släktet Poraqueiba och familjen Icacinaceae. Inga underarter finns listade i Catalogue of Life.